# Гвоздь 2
«Гвоздь II» (эст. Nael II) — советский короткометражный мультфильм для взрослых 1981 года, снятый режиссёром Хейно Парсом на киностудии «Таллинфильм». Является продолжением мультфильма «Гвоздь» 1972 года.
Премьера мультфильма состоялась 21 декабря 1981 года в кинотеатре «Киир» в городе Пярну, в Москве — 18 января 1982 года. Телевизионные премьеры мультфильма состоялись 11 декабря 1993 года и 31 июля 1995 года по телеканалу «Kanal 2».

## Сюжет
Мультфильм состоит из шести частей. В них показаны взаимоотношения гвоздей, будь то двуличность проповедника, «помощь» старых новичкам или выступление балерин. Гвозди пытаются сохранить свободу и сталкиваются с предательством. В них также высмеиваются лицемерие, наглость, грубость и тщеславие.

## Создатели
- Сценарист, режиссёр: Хейно Парс
- Художник-постановщик: Халья Клаар
- Оператор: Арво Нуут
- Кукловоды: Калью Курепыльд, Аарне Ахи, Тынис Сахкай
- Композитор: Юло Винтер
- Звукооператор: Юло Саар
- Монтажёр: Ирья Мюйр
- Редактор: Яан Руус
- Директор фильма: Гуннар Вильмс

## Фестивали
- 22 марта 1982 года мультфильм был показан на кинофестивале в Лилле (Франция).
- В 2005 году мультфильм был показан на Балтийском кинофестивале в Берлине (Германия).

## О мультфильме
- Долгое время мультфильм считался утерянным, поскольку он не выходил на видео. Находились лишь кадры, отрывки, показанные в 3-м выпуске документального телесериала «Anima Tsoon»[5] и постер. Лишь 31 декабря 2023 года 35-мм киноплёнка с мультфильмом была оцифрована и опубликована на торрент-трекер «RuTracker.org».